# Sanguisorba cretica
Sanguisorba cretica är en rosväxtart som beskrevs av August von Hayek. Sanguisorba cretica ingår i släktet storpimpineller, och familjen rosväxter. Inga underarter finns listade i Catalogue of Life.